# Aztecazo
«Aztecazo» es el nombre con el que se le conoce a la victoria de la selección de fútbol de Costa Rica frente a la de México, que se llevó a cabo el 16 de junio de 2001 en el estadio Azteca de la Ciudad de México, en la cuarta jornada de la ronda final del proceso de clasificación para la Copa Mundial de Fútbol de 2002.
Ambos equipos llegaban a la jornada con cuatro puntos, y con derrotas como visitantes ante Estados Unidos. Arnoldo Rivera de La Nación calificó el partido como «crucial», ya que los malos resultados de ambos equipos generaron dudas antes del partido. El partido terminó con una derrota sin precedentes por parte de México. Los mexicanos ganaban 1-0 en el descanso, con un cabezazo de José Manuel Abundis. Luego, Costa Rica remontó en la segunda mitad, con goles de Rolando Fonseca y Hernán Medford, que terminaron el partido 1-2.
El partido marcó la primera derrota sufrida por México en el estadio Azteca en un partido oficial y de clasificación para la Copa Mundial de la FIFA. Este hito fue referido por La Nación como el «Aztecazo», y luego replicado en los medios locales de México. Después del suceso, Costa Rica pasó a clasificarse para la Copa Mundial de Fútbol de 2002 en primer lugar con un récord de 23 puntos. Por su parte, México sufrió una segunda derrota consecutiva en su visita contra Honduras, lo que provocó la renuncia del técnico Enrique Meza.

## Antecedentes

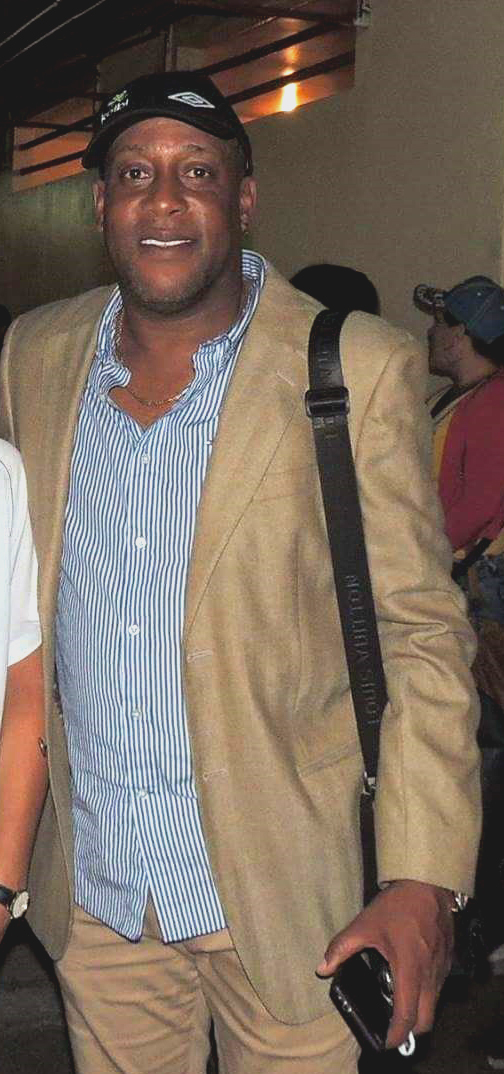
El delantero costarricense Hernán Medford causó polémica días antes del partido

Antes del partido, México nunca había perdido un encuentro de clasificación para la Copa Mundial de la FIFA en su casa. Las únicas derrotas que sufrió la selección mexicana en el Azteca fueron amistosos ante Hungría, Brasil, Italia, Perú, Chile y España, entre 1967 y 1981.
El encuentro anterior entre México y Costa Rica en el estadio Azteca fue un clasificatorio para la Copa Mundial de Fútbol de 1998 el 9 de noviembre de 1997. El partido vio a los ticos remontar para terminar el partido con un empate 3-3, citado por José Eduardo Mora de La Nación como «histórico... e inútil» ya que el empate resultó ser insuficiente para que Costa Rica clasificara a la Copa Mundial de Fútbol de 1998.
Previo al partido, ambos equipos acumularon cuatro puntos en las tres jornadas previas de la ronda final. Estados Unidos lideró en puntos porque derrotó tanto a México como a Costa Rica en suelo estadounidense. Costa Rica empató con Honduras en San José y derrotó a Trinidad y Tobago en Alajuela, mientras que los mexicanos empataron con los trinitarios en Puerto España y derrotaron a Jamaica en el estadio Azteca. Surgieron dudas en ambos equipos, ya que Costa Rica perdió la Copa de Naciones UNCAF 2001 ante Guatemala, mientras que México sufrió una derrota por 4-0 ante Inglaterra y tuvo una mala actuación en la Copa FIFA Confederaciones 2001.
Días antes del partido, el jugador costarricense Hernán Medford cuestionó el estatus de México como el mejor equipo (o «gigantes») de la región al afirmar que «México no son los gigantes de Concacaf ni el equipo invencible de la región». En respuesta, Rafael Márquez declaró: «hablemos en el campo y no fuera de él, y veremos si Medford tiene razón». Joaquín del Olmo también respondió a las declaraciones de Medford diciendo que «[a Medford] le gusta meterse en polémica y la verdad es que me molestan las declaraciones de alguien que ha comido de nosotros, de nuestro país. El sábado, en el campo, hablaremos». Medford respondió con «no quiero entrar en controversia. ¿Pero qué quieren? ¿A mí hablar cosas suaves? Si no les gusta, que se dediquen a otra cosa. Nos veremos en el campo».

## El partido

### Primera mitad
México anotó temprano en el partido. En el minuto siete, Víctor Ruiz sacó un córner y envió un centro a José Manuel Abundis para superar a Gilberto Martínez y marcar de cabeza a Erick Lonnis. Abundis celebró su gol con un mensaje en su camiseta que traía debajo del uniforme: «Profe Meza, estamos con usted», en apoyo a su entrenador, Enrique Meza.
Durante el primer tiempo, Costa Rica careció de coordinación en su línea defensiva y no mostró comunicación con Lonnis. Paulo Wanchope tuvo una oportunidad bloqueada por Oswaldo Sánchez. Arnoldo Rivera de La Nación criticó al equipo por sus deficiencias ofensivas, como dejar solo a Wanchope, lo que Rivera consideró «una orfandad» que obstaculizó al equipo en oportunidades cruciales. Rolando Fonseca sustituyó a Rodrigo Cordero en el minuto cuarenta.

### Segunda mitad
México sustituyó a Miguel Zepeda por Cesáreo Victorino en el minuto 52. Este le causó dificultades al conjunto costarricense, pero finalmente sus oportunidades fueron tapadas por los defensas Luis Marín y Gilberto Martínez.
Durante el segundo tiempo resurgió el mediocampista costarricense Wilmer López y fue calificado como «la bujía» del equipo. El técnico Alexandre Guimarães sustituyó a Carlos Castro por William Sunsing en el minuto 59. La velocidad de Sunsing obligó al defensa mexicano Duilio Davino a cometer una falta cerca del área. El tiro libre permitió a Rolando Fonseca marcar con la derecha en el minuto setenta y dos, empatando el partido.
Hernán Medford sustituyó a Paulo Wanchope en el minuto ochenta. Fonseca disparó con la derecha desde larga distancia, que sorprendió a Oswaldo Sánchez, quien logró desviar el tiro, solo para que Medford anotara el segundo gol de los ticos. El árbitro guatemalteco Carlos Batres admitió el 16 de marzo de 2017 que Medford estaba en fuera de juego cuando Fonseca hizo el disparo y, por lo tanto, su gol no debería haberse permitido. Casi al cierre del encuentro, Erick Lonnis realizó una atajada crucial para asegurar la victoria del conjunto costarricense.

### Detalles
| 24    | POR   | Oswaldo Sánchez     |     |
| 2     | DEF   | Claudio Suárez      |     |
| 13    | DEF   | Pável Pardo         |     |
| 5     | DEF   | Duilio Davino       |     |
| 18    | DEF   | Salvador Carmona    |     |
| 6     | MED   | Marco Antonio Ruiz  |     |
| 20    | MED   | Víctor Ruiz         |     |
| 14    | MED   | Joaquín del Olmo    | 75' |
| 19    | DEL   | Miguel Zepeda       | 52' |
| 9     | DEL   | José Manuel Abundis | 67' |
| 15    | DEL   | Luis Hernández      |     |
| D. T. | D. T. | Enrique Meza        |     |

| 1     | POR   | Erick Lonnis        |     |
| 2     | DEF   | Jervis Drummond     |     |
| 3     | DEF   | Luis Marín          |     |
| 21    | DEF   | Reynaldo Parks      |     |
| 22    | DEF   | Carlos Castro       | 59' |
| 5     | DEF   | Gilberto Martínez   |     |
| 6     | MED   | Wilmer López        |     |
| 8     | MED   | Mauricio Solís      |     |
| 19    | MED   | Rodrigo Cordero     | 40' |
| 16    | DEL   | Steven Bryce        |     |
| 9     | DEL   | Paulo Wanchope      | 80' |
| D. T. | D. T. | Alexandre Guimarães |     |

| 21 | MED | Cesáreo Victorino  | 52' |
| 11 | DEL | Daniel Osorno      | 67' |
| 17 | DEL | Francisco Palencia | 75' |

| 7  | DEL | Rolando Fonseca | 40' |
| 20 | DEL | William Sunsing | 59' |
| 17 | DEL | Hernán Medford  | 80' |

| 7' | Abundis | 1:0 |

| 72' · 86' | Fonseca Medford | 1:1 2:1 |

| 26' · 61' · 64' | Pardo Davino Carmona |

| 28' · 55' · 62' · 54' | Castro Solís Marín Wanchope |

| Principal  | Carlos Batres         |
| Asistentes | Edgar Gonzalez Gudiel |
|            | Gregorio Pineda       |
| Cuarto     | Mario Ramirez Arias   |

| 24    | POR   | Oswaldo Sánchez     |     |
| 2     | DEF   | Claudio Suárez      |     |
| 13    | DEF   | Pável Pardo         |     |
| 5     | DEF   | Duilio Davino       |     |
| 18    | DEF   | Salvador Carmona    |     |
| 6     | MED   | Marco Antonio Ruiz  |     |
| 20    | MED   | Víctor Ruiz         |     |
| 14    | MED   | Joaquín del Olmo    | 75' |
| 19    | DEL   | Miguel Zepeda       | 52' |
| 9     | DEL   | José Manuel Abundis | 67' |
| 15    | DEL   | Luis Hernández      |     |
| D. T. | D. T. | Enrique Meza        |     |

| 1     | POR   | Erick Lonnis        |     |
| 2     | DEF   | Jervis Drummond     |     |
| 3     | DEF   | Luis Marín          |     |
| 21    | DEF   | Reynaldo Parks      |     |
| 22    | DEF   | Carlos Castro       | 59' |
| 5     | DEF   | Gilberto Martínez   |     |
| 6     | MED   | Wilmer López        |     |
| 8     | MED   | Mauricio Solís      |     |
| 19    | MED   | Rodrigo Cordero     | 40' |
| 16    | DEL   | Steven Bryce        |     |
| 9     | DEL   | Paulo Wanchope      | 80' |
| D. T. | D. T. | Alexandre Guimarães |     |

| 21 | MED | Cesáreo Victorino  | 52' |
| 11 | DEL | Daniel Osorno      | 67' |
| 17 | DEL | Francisco Palencia | 75' |

| 7  | DEL | Rolando Fonseca | 40' |
| 20 | DEL | William Sunsing | 59' |
| 17 | DEL | Hernán Medford  | 80' |

| 7' | Abundis | 1:0 |

| 72' · 86' | Fonseca Medford | 1:1 2:1 |

| 26' · 61' · 64' | Pardo Davino Carmona |

| 28' · 55' · 62' · 54' | Castro Solís Marín Wanchope |

| Principal  | Carlos Batres         |
| Asistentes | Edgar Gonzalez Gudiel |
|            | Gregorio Pineda       |
| Cuarto     | Mario Ramirez Arias   |

| 24    | POR   | Oswaldo Sánchez     |     |
| 2     | DEF   | Claudio Suárez      |     |
| 13    | DEF   | Pável Pardo         |     |
| 5     | DEF   | Duilio Davino       |     |
| 18    | DEF   | Salvador Carmona    |     |
| 6     | MED   | Marco Antonio Ruiz  |     |
| 20    | MED   | Víctor Ruiz         |     |
| 14    | MED   | Joaquín del Olmo    | 75' |
| 19    | DEL   | Miguel Zepeda       | 52' |
| 9     | DEL   | José Manuel Abundis | 67' |
| 15    | DEL   | Luis Hernández      |     |
| D. T. | D. T. | Enrique Meza        |     |

| 1     | POR   | Erick Lonnis        |     |
| 2     | DEF   | Jervis Drummond     |     |
| 3     | DEF   | Luis Marín          |     |
| 21    | DEF   | Reynaldo Parks      |     |
| 22    | DEF   | Carlos Castro       | 59' |
| 5     | DEF   | Gilberto Martínez   |     |
| 6     | MED   | Wilmer López        |     |
| 8     | MED   | Mauricio Solís      |     |
| 19    | MED   | Rodrigo Cordero     | 40' |
| 16    | DEL   | Steven Bryce        |     |
| 9     | DEL   | Paulo Wanchope      | 80' |
| D. T. | D. T. | Alexandre Guimarães |     |

| 21 | MED | Cesáreo Victorino  | 52' |
| 11 | DEL | Daniel Osorno      | 67' |
| 17 | DEL | Francisco Palencia | 75' |

| 7  | DEL | Rolando Fonseca | 40' |
| 20 | DEL | William Sunsing | 59' |
| 17 | DEL | Hernán Medford  | 80' |

| 7' | Abundis | 1:0 |

| 72' · 86' | Fonseca Medford | 1:1 2:1 |

| 26' · 61' · 64' | Pardo Davino Carmona |

| 28' · 55' · 62' · 54' | Castro Solís Marín Wanchope |

| Principal  | Carlos Batres         |
| Asistentes | Edgar Gonzalez Gudiel |
|            | Gregorio Pineda       |
| Cuarto     | Mario Ramirez Arias   |

| 24    | POR   | Oswaldo Sánchez     |     |
| 2     | DEF   | Claudio Suárez      |     |
| 13    | DEF   | Pável Pardo         |     |
| 5     | DEF   | Duilio Davino       |     |
| 18    | DEF   | Salvador Carmona    |     |
| 6     | MED   | Marco Antonio Ruiz  |     |
| 20    | MED   | Víctor Ruiz         |     |
| 14    | MED   | Joaquín del Olmo    | 75' |
| 19    | DEL   | Miguel Zepeda       | 52' |
| 9     | DEL   | José Manuel Abundis | 67' |
| 15    | DEL   | Luis Hernández      |     |
| D. T. | D. T. | Enrique Meza        |     |

| 1     | POR   | Erick Lonnis        |     |
| 2     | DEF   | Jervis Drummond     |     |
| 3     | DEF   | Luis Marín          |     |
| 21    | DEF   | Reynaldo Parks      |     |
| 22    | DEF   | Carlos Castro       | 59' |
| 5     | DEF   | Gilberto Martínez   |     |
| 6     | MED   | Wilmer López        |     |
| 8     | MED   | Mauricio Solís      |     |
| 19    | MED   | Rodrigo Cordero     | 40' |
| 16    | DEL   | Steven Bryce        |     |
| 9     | DEL   | Paulo Wanchope      | 80' |
| D. T. | D. T. | Alexandre Guimarães |     |

| 21 | MED | Cesáreo Victorino  | 52' |
| 11 | DEL | Daniel Osorno      | 67' |
| 17 | DEL | Francisco Palencia | 75' |

| 7  | DEL | Rolando Fonseca | 40' |
| 20 | DEL | William Sunsing | 59' |
| 17 | DEL | Hernán Medford  | 80' |

| 7' | Abundis | 1:0 |

| 72' · 86' | Fonseca Medford | 1:1 2:1 |

| 26' · 61' · 64' | Pardo Davino Carmona |

| 28' · 55' · 62' · 54' | Castro Solís Marín Wanchope |

| Principal  | Carlos Batres         |
| Asistentes | Edgar Gonzalez Gudiel |
|            | Gregorio Pineda       |
| Cuarto     | Mario Ramirez Arias   |

## Reacciones

### Profesional
Tras el partido, la prensa de México, Costa Rica y Estados Unidos se apresuraron a lo que La Nación describió como «una feroz batalla» para entrevistar a Hernán Medford, quien fue objeto de polémica previo al partido y finalmente anotó el gol de la victoria. Un sonriente Medford describió la victoria como «un resultado histórico» y agradeció al entrenador Alexandre Guimarães al recordar el pase que ayudó a Medford a anotar contra Suecia en la Copa Mundial de Fútbol de 1990. «Hace once años anoté un gol gracias a un pase de Guima, hoy le devolví el favor para convertirlo en el técnico que rompió un récord tan importante que está batiendo México en su Azteca», mencionó Medford.
El entrenador Guimarães dijo que «este es el triunfo más importante de mi carrera como entrenador, jugador e incluso como mejenguero (jugador aficionado)». Luego elogió a su equipo, comentando que «logramos algo que pocas selecciones han hecho. Este grupo lo merecía por la convicción, las ganas y la calidad. Cada uno de los chicos quiere hacer algo grande».
El costarricense Wilmer López hizo un llamado a la calma y comentó que el equipo necesitaba controlar sus emociones para poder clasificar a la Copa Mundial de Fútbol de 2002. «Aparte de lo histórico que es el resultado, hay que tener cuidado y saber que queda mucho por andar. Estoy feliz, claro, pero no en exceso», dijo López. El goleador Rolando Fonseca dijo que «el único gigante es Dios. México ya no es el pez gordo», en clara alusión al comentario de Hernán Medford antes del partido. El delantero Paulo Wanchope dijo tras la victoria: «a todos los costarricenses que creen en nosotros: disfruten, porque hoy hicimos historia y vamos por el buen camino».
Jervis Drummond expresó que el triunfo significó un enorme impulso para clasificar a la Copa del Mundo, «sabíamos la importancia que rodeaba este partido y nunca bajamos los brazos. Supimos responder al gol tempranero y sacamos el coraje». Erick Lonnis describió su parada crucial en el último minuto del partido: «Vi que la pelota estaba cayendo y opté por meter la mano. Mi ubicación me permitió desviarla, manteniendo así el resultado», dijo Lonnis.
Por el lado mexicano, el técnico Enrique Meza comentó: «Reconozco su victoria, fueron mejores que nosotros y también su velocidad fue muy importante». También mencionó sobre la mala racha del equipo diciendo que «hay un problema grave porque no hemos podido ganar, pero estoy orgulloso de este grupo de jugadores». Finalizó su declaración al defender su liderato con el equipo: «siempre luché por estar aquí, hoy puse todo mi empeño y mi conocimiento del juego, puede que no haya sido suficiente, pero no me voy».
El delantero Luis Hernández comentó sobre la dificultad de que la gente crea de nuevo en el tricolor: «Creo que se ha perdido totalmente la confianza en México y es difícil seguir así».

### Medios de comunicación
Medios costarricenses celebraron el triunfo. El 17 de junio, el diario La Nación publicó tanto en su sitio web como en su edición impresa el titular «¡Aztecazo!», que muestra a Medford y Fonseca celebrando el segundo gol. Diario Extra  publicó a modo de mofa, el titular «¡Quiúbole, manitos!».
El diario mexicano Reforma destacó la importancia histórica del triunfo para Costa Rica, y comentó: «como el Azteca se convirtió en un funeral para la mayoría de los espectadores e incluso para la prensa, en una de las gradas del recinto se desató una fiesta costarricense con más de diez mil seguidores de la selección centroamericana, quienes comenzaron a ondear sus banderas y cantar en agradecimiento a su selección». El Universal comentó que «Costa Rica enterró a México» y que «los ticos —y Medford— demostraron que México ya no es el gigante de la CONCACAF».
EFE señaló que cuando finalizó el partido, el presidente de Costa Rica, Miguel Ángel Rodríguez, que se encontraba en el estadio, bajó las gradas para felicitar al equipo. La agencia también comentó que «el resto de la afición, los mexicanos, se quedaron en silencio conmocionados de ver perder a su equipo y comenzaron a gritar ‘¡Fuera Meza!’ y ‘¡Devuélvanme los boletos!’».
El «Aztecazo» es considerado como una de las peores derrotas en la historia de la selección mexicana de fútbol. El 25 de julio de 2013, Alberto Hernández de ESPN Deportes citó el «Aztecazo» como una de las diez derrotas más dolorosas en la historia de la selección mexicana, mientras que Dan Fridman de Univision la calificó como «una de las mayores humillaciones en la historia del Tri». Jorge García de Milenio incluyó el «Aztecazo» en su lista de «días negros en la historia del deporte mexicano».

## Secuelas
Costa Rica terminó como líder de la ronda final con un récord de 23 puntos, clasificándose así a la Copa Mundial de Fútbol de 2002. Cuatro días después del «Aztecazo», México fue derrotado en un partido fuera de casa contra Honduras por marcador de 3 a 1. Esta nueva derrota, que fue la sexta consecutiva de los mexicanos, provocó la renuncia de Enrique Meza a su cargo como técnico. Sería reemplazado por Javier Aguirre, con quien los mexicanos clasificarían al Mundial en la segunda posición tras vencer 3-0 a Honduras en el estadio Azteca.
En la Copa del Mundo de 2002, Costa Rica estaría ubicada en el Grupo C. Los ticos debutaron con victoria ante China, empataron con el eventual tercer lugar Turquía y perdieron contra Brasil, que terminaría siendo el campeón del certamen. A pesar de terminar con cuatro puntos, Costa Rica quedó eliminada en la fase de grupos, ya que su diferencia de goles fue insuficiente frente a la selección turca. México estaría ubicado en el Grupo G, junto con Croacia, Ecuador e Italia. Como resultado de las victorias contra los croatas y ecuatorianos, y un empate contra los italianos, México encabezó el grupo. Luego, los mexicanos fueron eliminados en los octavos de final por su rival norteamericano, Estados Unidos.
Luego del «Aztecazo», Costa Rica estuvo doce años sin un solo triunfo ante México. La racha negativa incluyó cuatro juegos en el estadio Azteca: dos derrotas 2-0 en 2005 y 2009, una derrota 1-0 en 2012 y un empate 0-0 en 2013. Costa Rica eventualmente terminaría con la racha al derrotar a los mexicanos 2-1 en el Estadio Nacional de Costa Rica el 15 de octubre de 2013, en un resultado que casi deja a México fuera de la Copa Mundial de Fútbol de 2014. Desde el gol de Medford en el «Aztecazo», Costa Rica no ha vuelto a marcar en el estadio Azteca.
México perdería dos amistosos más en el estadio Azteca, ante Paraguay en junio de 2007 y Estados Unidos en agosto de 2012.

### «Haztecazo» hondureño
El 6 de septiembre de 2013, México sufriría su segunda derrota en su estadio durante un partido de clasificación para la Copa Mundial de Fútbol de 2014, esta vez con derrota contra Honduras. Coincidentemente, el partido comenzó con la anotación de México en los primeros minutos pero con un sufrido cierre que remontaría la selección centroamericana. El diario mexicano Récord también señaló la coincidencia de un portero que cometió un error que resultó en el gol del equipo rival, ya que el fallo de José de Jesús Corona le permitió anotar al jugador hondureño Jerry Bengtson, comparándolo con la parada equivocada de Oswaldo Sánchez que resultó en Hernán Medford anotando para Costa Rica. El triunfo hondureño sería conocido como «Haztecazo», un acrónimo de «Aztecazo» y la pronunciación muda de la H de Honduras.
| 6 de septiembre de 2013 | México     | 1–2     | Honduras                  | Estadio Azteca, Ciudad de México                           |                                                            |
| 20:30 (UTC-5)           | Peralta 6' | Reporte | Bengtson 63' · Costly 66' | Asistencia: 73 981 espectadores Árbitro(s): Roberto Moreno | Asistencia: 73 981 espectadores Árbitro(s): Roberto Moreno |

| México | Honduras |